# André Quilis
Pas d'image ? Cliquez ici

a Compétitions nationales et continentales officielles uniquement.

b Matchs officiels uniquement.
André Quilis, né le 28 octobre 1941 à Coursan et mort le 19 novembre 2020 à Narbonne, est un joueur de rugby à XV, qui a joué avec l'équipe de France et le RC Narbonne. Il évoluait au poste de troisième ligne aile (1,79 m pour 81 kg). 

## Biographie
Il mène sa carrière sportive en club et en équipe de France de 1960 à 1972, puis une carrière d'entraineur, notamment à l'USAP et au Montpellier RC jusqu'en 2001 ou il intervient dans la préparation de l'Équipe de France A de rugby à XV.
Lauréat de l'agrégation, il devient professeur d'EPS à l'issue de sa carrière professionnelle. Il intégra plus précisément l'UFR STAPS de l'Université de Montpellier en qualité de PRAG, avec une certaine activité universitaire, des interventions, conférences et publications.

### Carrière en club
- RC Narbonne : 1962-1971
- Olympic Cuxac-d'Aude : 1971-1972
- U.S. QUILLAN : 1972-1974

André Quilis a rejoint d’autres Narbonnais qui jouaient dans l'équipe de France à la même époque (avec Walter Spanghero, Jo Maso, Gérard Sutra, Gérard Viard et René Bénésis).

### Carrière en équipe nationale
André Quilis a disputé son premier test match le 15 juillet 1967 contre l'équipe d'Afrique du Sud. Son dernier match international fut contre l'équipe d'Irlande le 30 janvier 1971 dans le cadre du tournoi des cinq nations.

### Carrière d'entraîneur
- Cuxac d’Aude : 1971-1972
- US Quillan : 1972-1974
- USA Perpignan : 1975-1977
- USA Perpignan : 1978-1981
- RC Nîmes : 1988-1989
- Montpellier RC : 1989-1994
- France A : 1995-2001

## Palmarès

### Joueur
- Challenge Yves du Manoir :
  - Vainqueur (1) : 1968
  - Finaliste (1) : 1967
- Trophée rugby Panache Pernod : 
  - Vainqueur (1) : 1969

### Entraineur
- Championnat de France
  - Finaliste (1) : 1977 avec l'USA Perpignan

### En équipe nationale
- Sélection en équipe nationale : 5
- Sélections par année : 3 en 1967, 1 en 1970, 2 en 1971
- Tournoi des Cinq Nations disputé : 1971

## Publications
- Quilis, A. (1990). Le terrain de rugby, jeu et enjeux de l'espace. In B. Errais, D. Mathieu & J. Praicheux (Eds.), Géopolitique du sport (pp. 159-170). Besançon: Publication de l'université de Franche-Comté.
- Quilis, A. (2006). « Quelques repères sur l'évolution du rugby », Bordeaux le 8 novembre 2006, Intervention à l'occasion de la Semaine de l'EPS, AEEPS, texte en ligne https://www.aeeps.org/ajouter-un-fichier/doc_download/795-2007-1-11-quilis.html